# Zagroda nr 216 w Sułoszowej
Zagroda nr 216 w Sułoszowej – znajdująca się w powiecie krakowskim, w gminie Sułoszowa, w Sułoszowej. Powstała przed 1864 rokiem i należała do wielopokoleniowej rodziny Orczyków. W 1974 roku zakupił ją Wydział Kultury i Sztuki Urzędu Wojewódzkiego w Krakowie.
Obiekt, w skład którego wchodziły dom z oborą, stajnia z chlewem, dwie stodoły, spichlerz, spichlerzyk oraz wozownia, w 1973 został wpisany do rejestru zabytków nieruchomych województwa małopolskiego. 26 listopada 2018 roku skreślono wozownię i sześciokątną stodołę z rejestru.